# Hololepta cimex
Hololepta cimex är en skalbaggsart som först beskrevs av Sylvain Auguste de Marseul 1870.  Hololepta cimex ingår i släktet Hololepta och familjen stumpbaggar. Inga underarter finns listade i Catalogue of Life.